# Буль-Хіссар
Буль-Хісса́р (Бу-ль-Хіссар) — невеликий острів в Червоному морі в архіпелазі Дахлак, належить Еритреї, адміністративно відноситься до району Дахлак регіону Семіен-Кей-Бахрі.

## Географія
Розташований на південний захід від острова Дуль-Куруш. Має видовжену вузьку форму. Довжина острова до 2 км, ширина від 170 м на сході до 400 м на заході. Разом із сусідніми островами Буль-Хіссар вільний від коралових рифів.